# Prisons de femmes (film, 1938)
Pour les articles homonymes, voir Prisons de femmes.
Pour plus de détails, voir Fiche technique et Distribution.
Prisons de femmes est un film français produit et réalisé par Roger Richebé, sorti en 1938. 

## Synopsis
Juliette, femme innocente, est condamnée à tort à une peine de prison pour tentative d'homicide. Elle se lie d'amitié en prison avec Régine, une chanteuse de cabaret sous l'emprise de Dédé, un marlou peu recommandable. Après sa libération, elle épouse un industriel, Max Régent, à qui elle ne parle pas de son passé tumultueux. Mais, victime d'un chantage effréné de la part de madame Gaby qui l'a recueilli à sa sortie de prison, puis de Dédé qui a flairé la bonne affaire, elle ne peut continuer à cacher son passé carcéral et le scandale éclate. Le romancier, Francis Carco, qui a écrit sur  le milieu des prisons, ami de son mari et confident de Juliette, amène celui-ci à pardonner à sa femme.

## Fiche technique
- Titre : Prisons de femmes
- Réalisateur : Roger Richebé
- Assistant-réalisateur : Marcel Aboulker
- Scénario : Francis Carco
- Dialogues : Francis Carco et René Jolivet
- Photographie : Jean Isnard
- Montage : Leonide Azar
- Musique : Jean Lenoir
- Décors : Roland Quignon
- Son : Roger Rampillon
- Directeur de production : Pierre Schwab
- Société de production : Les Films Roger Richebé
- Format : Noir et blanc — 35 mm — 1,37:1 — Son : Mono
- Genre : Film dramatique
- Durée : 102 min
- Date de sortie : 
  - France : 13 octobre 1938

## Distribution
- Francis Carco : lui-même
- Viviane Romance : Régine, la poule de Dédé
- Renée Saint-Cyr : Juliette, la femme de Max Régent
- Jean Worms : Max Régent
- Georges Flamant : Dédé
- Marguerite Deval : Madame Gaby
- Jacques Dumesnil : l'avocat
- Marcel Delaître : le commissaire de police
- Léonce Corne : le directeur de la prison
- André Carnège : le chirurgien
- Henri Pons : l'employé de l'hôpital
- Roland Armontel : un domestique
- René Bergeron : Monsieur Chevrier
- Marcel Pérès : le marinier
- Paul Amiot : le procureur
- Paul Escoffier : le président des Assises
- Yves Deniaud : Victor
- René Alié : Poloche
- Edy Debray : l'aumônier
- Paul Faivre
- Lucy Léger : Alice
- Renée Ludger : Madame Chevrier
- Liliane Lesaffre : la surveillante-chef
- Colette Proust : l'infirmière
- Lina Roxa

## Commentaire
Ce film veut être une description du monde carcéral des femmes à la fin des années trente. Les scènes de prison ont été tournées dans le Couvent des Ursulines, l’ancienne prison de femmes de Montpellier. Cette ancienne prison, qui fut, entre-temps et pendant quelques années, une caserne (la caserne Grossetti) a été totalement réhabilitée pour abriter le centre national chorégraphique de Montpellier Languedoc-Roussillon. Le titre du film est plutôt inadéquat puisqu'il repose essentiellement sur la période après la prison et le mariage de l'héroïne, avant que son passé ne soit divulgué.